# Uniwersytet w Trewirze
Uniwersytet w Trewirze (niem. Universität Trier) – niemiecka publiczna uczelnia wyższa.
Poprzednikiem uniwersytetu była szkoła wyższa (hohe Schule) założona w Trewirze w 1473 roku. Została zamknięta w 1798 roku, gdy Trewir na mocy ustaleń Pokoju w Campo Formio znalazł się pod panowaniem francuskim. 
Współczesny uniwersytet został utworzony w Trewirze w roku 1970. Była to początkowo uczelnia zlokalizowana w dwóch miastach (Universität Trier-Kaiserslautern). W 1975 została podzielona na dwa niezależne uniwersytety: Uniwersytet w Trewirze i Uniwersytet w Kaiserslautern. W tym samym roku położono kamień węgielny na pod budowę nowego kampusu w Tarforster na przedmieściach Trewiru.

## Struktura organizacyjna
Uczelnia podzielona jest na sześć wydziałów (Fachbereiche),
- Wydział I – Pedagogika, Psychologia, Filozofia
- Wydział II – Języki klasyczne, Lingwistyka, Media
- Wydział III – Historia, Archeologia, Starożytne Cywilizacje, Nauki Polityczne
- Wydział IV – Ekonomia, Matematyka, Nauki Społeczne, Informatyka
- Wydział V – Prawo
- Wydział VI – Nauki Środowiskowe i Przestrzenne